# Elan (azienda)
Elan è un'azienda produttrice di attrezzatura sportiva invernale fondata a Begunje, frazione di Radovljica, nel 1945 da Rudi Finzgar. La sede, al momento della fondazione, si trovava in Jugoslavia; dopo la dissoluzione dello Stato balcanico Radovljica, come tutta l'Alta Carniola, è passata sotto la sovranità della Slovenia (1991).
Storia
L'azienda ha avuto origine da un'officina partigiana slovena attiva durante la seconda guerra mondiale, quando venivano prodotti sci per le forze partigiane jugoslave.
Settori merceologici
La Elan è specializzata nella produzione di sci e snowboard ed è fornitrice di numerosi atleti, sia di sci alpino sia di sci nordico (ad eccezione del salto con gli sci, il cui reparto produttivo nel 2016 è stato ceduto in blocco a Slatnar). Decisiva per il successo dell'azienda fu, negli anni settanta, la scelta di fornirsi di sci Elan da parte del più grande campione di sci alpino dell'epoca, lo svedese Ingemar Stenmark, oltre che del primo campione jugoslavo, lo sloveno Bojan Križaj.
La Elan produce anche abbigliamento sportivo e attrezzatura per gli sport nautici, in particolare barche a vela e a motore (propulsori inclusi).